# 14491 Hitachiomiya
14491 Hitachiomiya (tên chỉ định: 1994 VY2) là một tiểu hành tinh vành đai chính. Nó được phát hiện bởi Kin Endate và Kazuro Watanabe ở Đài thiên văn Kitami ở Hokkaidō, Nhật Bản, ngày 4 tháng 11 năm 1994. Nó được đặt theo tên thành phố thuộc Hitachiōmiya ở Ibaraki Prefecture, Nhật Bản.